# Pierre Binette
Pierre Binette, Ph.D. est un professeur au département de l'École de politique appliquée l'Université de Sherbrooke située à Sherbrooke dans la province de Québec au Canada.

## Formation académique
- Baccalauréat en sciences politiques (1980) à l'Université d'Ottawa (Relations internationales)
- Maîtrise en sciences politiques (1982)à l'Université d'Ottawa (Relations internationales)
- DEA d'Études soviétiques et est-européennes (1983), Cycle d'études soviétiques et est-européennes de l'IEP Paris
- Doctorat en sciences politiques (1988) à l'IEP Paris

## Thèmes de recherches
- Spécialiste des pratiques et théories de la négociation, particulièrement au sein des forums internationaux.
- Spécialiste des relations internationales, principalement des questions touchant la Russie.